# Tiratoio della Pergola
Il Tiratoio della Pergola era un antico edificio dell'Arte della Lana a Firenze, situato nell'attuale via della Pergola. In disuso, fu distrutto verso il 1650 e al suo posto sorse il Teatro della Pergola, tuttora esistente.

## Storia e descrizione
La lavorazione del panni di lana, un tempo una delle più redditizie di Firenze, necessitava, tra i vari passaggi lavorativi, di una stesura al fresco in terrazze coperte e aerate, dove essi, opportunamente stesi e "tirati", asciugassero dopo le operazioni di coloritura e lavaggio. Per tali operazioni l'Arte della lana possedeva alcune grandi strutture apposite denominate appunto "tiratoi". A Firenze se ne sono contati cinque principali: quello delle Grazie, al cui posto oggi sorge la Camera di Commercio, quello della Pergola, quello degli Angeli in via Alfani, e quello dell'Uccello in piazza di Cestello, che fu sostituito poi con l'unico edificio ancora esistente, il tiratoio di San Frediano in piazza del Tiratoio.
Il tiratoio della Pergola corse vicino a un grande pergolato d'uva che finì per dargli il nome, oltre che alla strada e al teatro che sarebbe sorto nel 1657.

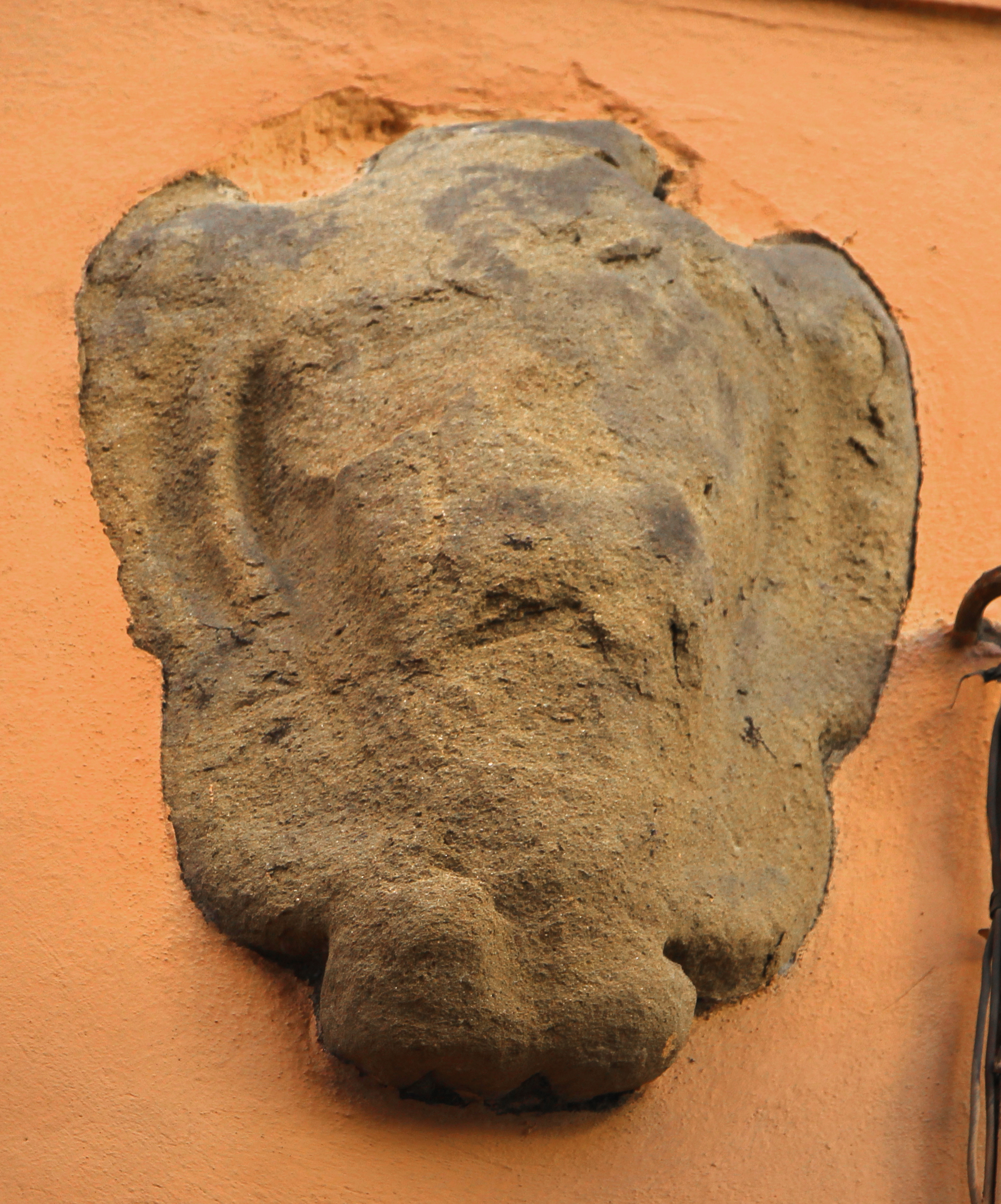
Stemma dell'Arte della Lana nel vicolo della Pergola
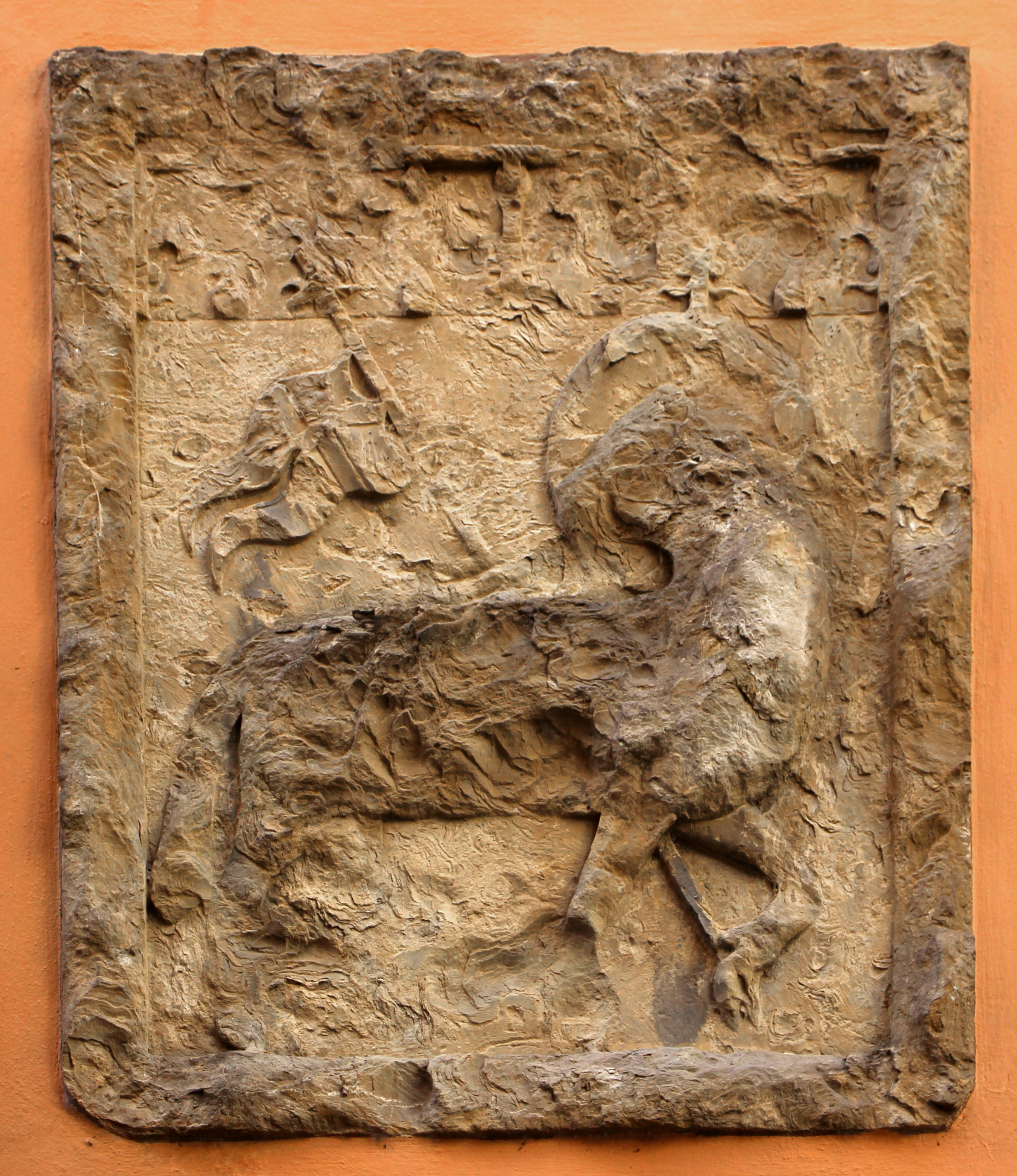
Stemma dell'Arte della Lana nel vicolo della Pergola